# Cleome pruinosa
Cleome pruinosa là một loài thực vật có hoa trong họ Màng màng. Loài này được T.Anderson mô tả khoa học đầu tiên năm 1860.